# Jedward
Джон Пол Ге́нрі Де́ніел Рі́чардс Граймс (англ. John Paul Henry Daniel Richard Grimes) і Е́двард Пі́тер Е́нтоні Ке́він Па́трік Граймс (англ. Edward Peter Anthony Kevin Patrick Grimes) (обидва народилися 16 жовтня 1991 року в Дубліні, Ірландія) — ірландський дует, який виступає під назвою Jedward. Близнюки брали участь у шостому сезоні англійської музичного конкурсу «The X Factor» 2009 року, і зайняли на ньому шосте місце.

## Історія
Дебютний сингл групи «Under Pressure» вийшов 1 лютого 2010 року, і був номінований на премію «Britain's 2010 National Television Awards». 26 липня того ж року вийшов другий сингл «All the Small Things» (заголовна пісня — кавер-версія композиції гурту Blink 182). У цей же день група випустила дебютний альбом — «Planet Jedward». Платівка посіла перше місце в «Irish Albums Chart» і сімнадцяте місце в «UK Albums Chart», і стала платиновою у Північній Ірландії.

## Євробачення
2011 року гурт (з 96 балами) переміг на національному ірландському відборі на Євробачення 2011 з піснею «Lipstick» («Губна помада»). Композиція була виконана в другому півфіналі конкурсу (12 травня 2011). За підсумками глядацького голосування групі вдалося вийти у фінал пісенного конкурсу. У фіналі Jedward посіли 8 місце.
У 2012 їм знову вдалося виграти ірландський відбір на Євробачення 2012 з піснею «Waterline» (114 балів). Пісня буде представлена в першому півфіналі конкурсу. За результатами першого півфіналу, який відбувся 22 травня 2012 року, композиція пройшла до фіналу. У фіналі Jedward посіли 19 місце.

## Дискографія

### Альбоми
- Planet Jedward (2010)
- Victory (2011)
- Young love (2012)

### Сингли
- Under Pressure (2010)
- All The Small Things (кавер Blink-182) (2010)
- Lipstick (2011)
- Waterline (2012)